# 犬山まな
犬山 まな（いぬやま まな）は、テレビアニメ『ゲゲゲの鬼太郎（第6作）』に登場する架空の人物。担当声優は藤井ゆきよ。

## 概要
初登場時は年齢13歳で中学1年生。キャラクターとしては第6作オリジナルだが、水木プロの所在地である東京都調布市に住んでいたり、父親の実家が水木しげるの出身地・鳥取県境港市である（アニメ第16話で判明）など、原作サイドと同様に設定されている。名前の「まな」は生まれた時に元拝み屋だった母方の曽祖母から名付けられたもので、漢字で表すと「真名」で、「真（まこと）の名前」と意味づけられている。

## 容姿
髪の色は濃い茶色で、ウェーブ気味の髪を左肩辺りで束ねている髪型が特徴。髪を下ろした姿は就寝時のみである。瞳の色は空色。
最終回・第97話終盤で描写された10年後ではロングヘアで母・純子に似た容姿になっており、左肩の前に髪を垂らしているが、前髪はそのままになっている。
独特のセンスを持ち、大仏の顔やぬりかべをイメージしたスマホケースなどを愛用している。

## 設定

### 性格・能力
前向きな性格で、行事をちゃんとこなす真面目さや、いじめを許さないなど人一倍正義感が強く、誰とでも分け隔てなく接する優しさを持ち、出会った当初は距離を置こうとしていた鬼太郎やアニエスも打ち解けて友達になった。一方で強気で男勝りな面もあり、腕っぷしも強く、咄嗟に思いついた方法で敵の正体を見破るなど頭も冴えている。好奇心旺盛で順応性も高いが、度胸の据わった活発さ故に無鉄砲な部分もあって危機に陥ることも多い。隣に住む裕太の話を聞いて妖怪ポストに手紙を出したことから鬼太郎と出会い、「人間と妖怪の共存共栄」を理念とするようになる。
本人はほとんど無自覚ながら容姿が整っていることもあって、妖怪に惚れられることも多々あり、第32話で烏天狗・小次郎の恋を応援するものの、好きな人ができたという認識程度でその対象が自分であることに全く気付いていない鈍感さである。ただし恋愛に興味が無いわけではなく、恋愛漫画を読んで感動し、その台詞の受け売りで励ますことも少なくない。鬼太郎にはその優しさや頼もしさ、妖怪である魅力に対して好感を抱き、親友として大切に想っているが、互いに恋愛対象とは見ていない（第14話で夢の世界に転落して夢にはまった時、ねこ娘は鬼太郎と結婚するのに対し、まなの夢は妖怪たちの学校に通うものでねこ娘が担任、鬼太郎はあくまで「優しくて頼れる同級生」だった）。しかし、アニエスに対しても「鬼太郎の心強さは私が保証する」と言い切るほど鬼太郎に対する信頼感は強い。同級生である蒼馬の弟・大翔から「デカまな」というあだ名で呼ばれ不本意に思っている。鬼太郎やアニエスとは互いに呼び捨てで、ねこ娘を「ねこ姉さん」と呼び、ねこ娘からは「まな」と呼び捨てで呼ばれている。他の鬼太郎ファミリーには「さん」付けで、ファミリーからは「まなちゃん」と呼ばれる。砂かけ婆とぬりかべからは当初「ちゃん」付けだったが、親しみを込めて呼び捨てされるようになった。アデルから最初は「人の子」と呼ばれ、まなも最初は呼び捨てであったが、和解後はアデルから「まな」と呼び捨てで呼ばれるようになり、まなもアデルを「さん」付けで呼ぶようになった。
ねこ娘と初対面時は、鬼太郎との関りでねこ娘から多少の嫉妬心を抱かれた事もあって意見が合わずに瞬間的な対立もしかけたが、いざとなれば自分を庇って戦ってくれたねこ娘の姿を見て「カッコいい」と憧れと慕う気持ちを抱き、最初だけ何回か「ねこ娘さん」と呼んでいたのが「ねこ姉さん」と呼び改めて尊敬するようになった。ねこ娘も当初は照れながらも次第に純粋な感情を抱くようになり、その後は頻繁に連絡を取り合い、ねこ娘の方から彼女が妖怪に狙われた際には積極的に助けに行くなど良好な関係を築く。まなのねこ娘への尊敬の念はねこ娘の活躍や考え方を見る度に強まり、心底心酔している。第72話でいやみに色ボケにされた時は男性陣そっちのけでねこ娘にキスを迫った。友達思いで、悪ふざけが多い蒼馬に対しても大翔が裕太をからかっていることからよく制裁を加えているが、「バカだけど友達」と公言している。第29話では魔女のアニエスと偶然出会い、鬼太郎達との関わりも瞬時に察する。アニエスの箒からもその場で懐かれ、彼女にサンドイッチをご馳走するが、アニエスは当初「きっと傷つくから」と距離を置く態度を見せた。しかし、箒が起こしたアクシデントから次第に親しくなっていく。第35話でアニエスの家族の思い出と同時に人間を妖怪化させるブリガドーン計画の全貌と計画実行の鍵が「アルカナの指輪」と「魔女の命」であると聞かされる。日本に来たために鬼太郎たちとまなを巻き込んでしまったことへ責任を感じていたアニエスに、「友達だから巻き込まれたと思っていない」と諭してアニエスを励まして鬼太郎と相談する機会を作り、アニエスから手にお礼のキスをされた。

### 服装
標準的な服装は猫の模様が付いた半袖シャツに紺色の半ズボンやオープニングとエンディングにも登場している碧色スカートの制服。
それ以外にもキャップ帽などの帽子をかぶったり、白いワンピースを着るなど、服装のレパートリーがきわめて多彩で、話によっては服装を変えている。

### 好物
母・純子が作るハンバーグと伯母・リエの作るイワシのつみれ汁が好物ということになっている。

### その他
- 虫が苦手だったが、ねこ娘から虫や生物の自然界における存在の意味を教わる。当初は妖怪のことを古くから伝わる昔話程度にしか認識しておらず[注 5]、実在をほとんど信じていなかったために妖怪の姿も見えなかったが、鬼太郎たちと出会って実在を信じるようになり、触れ合う内に「もっと妖怪や見えない世界の事を理解したい」と強く想い始めたことで妖怪が完全に見えるようになった。思わぬ「偶然力（目玉おやじ曰く）」を持っており、それが鬼太郎のピンチを救うこともある。ゲゲゲの森へは第37話から自然に入れるようになった。妖怪や見えない世界のことを知ってからは感覚面における能力が妖怪に近づきつつあり、親類に拝み屋がいた血筋として依り代の資質も持つ（名無しは「空ろな器」、伊吹丸は「憑坐」と呼び利用。第91話では沙羅の霊が乗り移った）。鬼太郎たちを手伝いたいと考え、積極的に妖怪が関わる事件の情報を集める。鬼太郎から最初は「妖怪と人間は友達にはなれない」と拒絶されたが、見学先の陸上競技場で他の同級生には見えない妖怪城の人柱を見つけ、やはり鬼太郎たちの役に立ちたいという思いと人柱にされた子供たちを救いたいという思いから、たんたん坊に自身が人柱にされるもスマホでねこ娘に情報を送り、それが妖怪城とたんたん坊一味を倒す糸口になった。実は鬼太郎も内心では、まなに友情を感じ始めていたが、妖怪としての彼なりの考えと常に危険から彼女を守れる自信が無かったために距離を置こうとしていたことが判り、事件解決後に鬼太郎ファミリーに認められ鬼太郎と友達になる。鬼太郎ファミリーとはスマホのLINE（作中では「レイン」と称されている）で連絡が取りやすいねこ娘と付き合う時が多い。
- 名無しについては、当人は気付かないまま定期的に名無しにより呪い（第12話では右手に第一の呪い「木」の文字が浮かび上がり、第25話では第二の呪い「火」の文字が浮かび上がる）をかけられていた。第19話で夜道を歩いている時に初めて名無しと対面し、恐怖を感じたため、名無しの姿を絵に描き鬼太郎に手紙で出したが、その時点で目玉おやじも存在を知らなかった。
- 第36話では名無しの策略によりアルカナの指輪を拾わせられ[注 6]、バックベアード軍団に追われる。救援に駆け付けた鬼太郎にちゃんちゃんこを貸し与えられ、それを着てゲゲゲの森に逃げるよう目玉おやじが諭して同行し、鬼太郎ファミリーに庇われながらバックベアード軍団の幹部たちから逃げ出す。アデルに捕まって指輪を奪われ、ブリガドーン計画は発動するが、アニエスの「魔女のキス」効果で計画発動による人間妖怪化現象から免れたため、鬼太郎とアニエスを救うためにアデルと共に奮闘し、バックベアードの妨害を受けながらもアニエス救出と鬼太郎のバックベアードへの勝利及び妖怪にされた人々を元に戻す一助となる。全てが終わった後アニエスたちが旅に出ることを鬼太郎親子から知らされ、初めてゲゲゲの森に入りアニエスたちを見送る（これを境に現行ゲゲゲの森へ自由に入れる唯一の人間となる）。その帰り道に地面から這い出てきた名無しにより、左太股にブリガドーン計画を利用して集めた第三の呪い（「土」の文字が浮かび上がる）を気付かないままでかけられた。
- 第42話では、妖怪大裁判の検察側の証人として連れ出され（妖怪大裁判に人間が出廷したのは、原作を含む全シリーズを通して第6作が初）、鬼太郎の無実を訴えようとするが、百々爺の罠で証言を不利な方へ誘導されてしまう。ねこ娘と共に逆転の証拠を集めに奔走し、鬼太郎の無実を証明したが、その帰り道に影で暗躍していた名無しに左額に傍聴妖怪の憎悪を利用して集めた第四の呪い（「金」の文字が浮かび上がる）をかけられた。
- 第47話では、名無しに洗脳された状態の母・純子に呼ばれて彼女の勤めるSNSアプリの動画サイトを経営する「オメガ社」（名無しが人間に成りすまして立ち上げた会社）に向かうが、そこで妖怪のような姿となって暴走していた純子が正体を知らなかったねこ娘に倒される場に遭遇する（目撃したのはねこ娘の前で純子が倒れて出血していた瞬間で、妖怪のような姿でねこ娘に襲い掛かったところは見ていない）。ねこ娘に「どうしてこんな事をするの？ 私が全部のきっかけを作ったから？」と誤解して泣きながら訴える形になってしまい、誤解を解くべく説明しようと近づいたねこ娘に怯えて[注 7]思わず右手を突き出すと、そこから五芒星の光が放たれ、ねこ娘を消滅させてしまう。その映像は、第48話で「少女の力によって妖怪（ねこ娘）が消された」とネットにより拡散され、妖怪と人間の対立が激化する。自分の名が、生まれた時に元拝み屋で当時寝たきりだった母方の曽祖母が突然連絡してきてそう名付けるよう言われたと父から聞き、漢字で言い表した際の意味合いも知る（目玉おやじも薄々そのことを察し、妖怪と深く関わりを持つようになったのは血筋と関係があるのではないかと推測していた）。鬼太郎はまながねこ娘を消滅させたらしい状況へのショックの方が強く、病院で対面した際も何故まながねこ娘を消滅させたのか詰問するのみで、まなもなぜねこ娘が母を傷つけたのかと返すだけだったことから互いに負の感情で口論となり、名無しの幻術で実際には純子が助かって意識を取り戻した瞬間を逆に純子が息を引き取ったように聞かされることで、お互いに絶望感から生じた怒りで決裂してしまう。その際に互いに生じた憎しみと人間側と妖怪側がお互いを滅ぼそうとする際に発していた憎しみを利用した名無しにより、まなは右頭部に第五の呪い（「水」の文字が浮かび上がる）をかけられ五芒星の形が出現し、反転して逆向きの逆五芒星になった瞬間、仮面を外した名無しに吸収されてしまう。
- 第49話では、名無しの体内の空間に描かれた五芒星の中心に寝かされていたが、そこへ助けに来た鬼太郎に対して最初は純子が助かっていたことを伝える言動も信じることができず（純子が死んだことにしなければねこ娘を殺してしまった自分が許せなくなるため）に攻撃しかけたが、鬼太郎が目玉おやじに教えられた「憎しみに囚われてはいけない」という言葉と、ねこ娘が消滅時に残したリボンを優しく添えるように手渡されることで鬼太郎と友達になった時の握手の温もりや今までの妖怪との交わりを思い出し、正気を取り戻すと同時にねこ娘の真意も悟って、名無しの陰謀とは言え自分の取った行為で招いた事態を後悔、反省して謝罪し、同様に鬼太郎も名無しの策略で憎しみに囚われてしまった自分の非を認めて、互いに和解する。その場で流した自分の涙がきっかけで名無しに過去の記憶を思い出させ、鬼太郎とまなもその過去を知る。自分と外見が瓜二つの名無しの母・ふくの遠い子孫であることが判明し、先祖のふくが妖怪と縁を持ったように、自分も鬼太郎たちと縁あって出会ったことを知る。そして名無しがまなの一族をずっと見張り、器になる者が現れるのを待っていたことにも気付き、まなは自分にかけられた逆五芒星の力を五芒星に戻して鬼太郎へ与え、その力を込めた指鉄砲で開かれた道の先にあった謎の大木に隠れていた名無しに「あなたが妖怪と人間を恨んでいるのは『どちらからも愛されたい』から」と優しく諭し「生まれてきてくれて、ありがとう」と感謝の言葉を伝え名前（視聴者には聞こえない）を付けて成仏させた。事件後、名無しの成仏と共に消された生物や建造物は全て再生し、まなは無事に回復した純子とも再会できた。
- 第50話では一旦幼児化した姿で復活できたねこ娘[注 8]を「ねこちゃん」と呼び、何かと世話を焼いて「可愛い」と言うなど満更でもなかったが、早く元の「ねこ姉さん」に戻って欲しいと思う気持ちは変わらず、第51話でようやく元の姿と状態に戻れたねこ娘に「おかえりなさい」と抱きついた。以後もゲゲゲの森を頻繁に訪ね、鬼太郎たちと共に妖怪絡みの事件で活躍を見せる。第62話で鬼太郎が追う「大逆の四将」の存在を知り、第74話で鬼太郎と閻魔大王が交わした密約も聞かされ[注 9]、ねこ娘と共にアデル・アニエス姉妹にも協力を頼んで鬼太郎の支援をして、「大逆の四将」が引き起こした事態を解決する一助となる。
- 第95話では鬼太郎が総理の銃撃で消滅する瞬間とねずみ男が妖怪大同盟に加わる場面を目撃し、悲しみに暮れたが、第96話で駆け付けてくれたアニエス・アデル・石動零・伊吹丸の助力を得て、ねこ娘が自らの命の力を捧げ、鬼太郎の魂が絶望のあまりに陥ってしまった「あらざるの地」への入口を開いたことで鬼太郎を助けに向かい、最終話で鬼太郎を助けるために自らの思い出を差し出したことで鬼太郎たちと過ごした日々の記憶を全て失ってしまう。それから10年の時が流れ、奇しくも初めて鬼太郎と出会った場所でわいらを撃退した鬼太郎と再会した後に全ての記憶を取り戻し、エピローグでは鬼太郎ファミリーやアデル・アニエス姉妹と共に再び訪れた不死見温泉で撮った記念写真をねこ娘に送り、勤めている会社の近くにあるスイーツのお店に鬼太郎も誘おうと提案するなど改めて交流を深めている（そこで第6作は幕を下ろした）。
- 名字の犬山は、もう一人のヒロインであるねこ娘（猫）との性格の違いを表すことを意識して設定された[1]。

## 家族構成とその関係者
犬山 純子（いぬやま じゅんこ）
声 - 皆口裕子
まなの母親。
犬山 裕一（いぬやま ゆういち）
声 - 高塚正也
まなの父親で純子の夫。
犬山 庄司（いぬやま しょうじ）
声 - 魚建
まな基準で父方の親戚。まなの伯父で裕一の実兄。
実在の境港の「水木しげる記念館」館長である庄司行男がモデル。
犬山 リエ（いぬやま リエ）
声 - れいみ
まな基準で父方の親戚。庄司の妻でまなの伯母、裕一の義姉。
沢田 淑子（さわだ としこ）
声 - 高島雅羅
まな基準で母方の親戚。千葉に住んでいる純子の伯母で、まなからは大伯母にあたる。
妹（未登場）がおり、それが純子の母であり、まなの祖母である。
ふく
声 - 桑島法子
まなと純子の先祖の親族で、第49話の回想のみ登場。面影はまなにそっくり。名無しの母親で、鬼と結ばれるという禁忌を犯したことにより、父親（声 - 高塚正也）からも「我が娘ながら汚らわしい」と罵倒される（「せめて（鬼との間に授かった）この子がこの世に生を受けるまで、後生です」と殺される直前まで哀願していた）。
以上のキャラクターの詳細についてはゲゲゲの鬼太郎の登場キャラクター#人間を参照。
鬼（名無しの父）
声 - 置鮎龍太郎
第49話登場。二本の角が生えた鬼の妖怪。遠い昔にまなの先祖である人間の女性・ふくと結ばれたが、妖怪と人間の双方から禁忌を犯したと見なされ、鬼の父親（声 - 谷昌樹）の指揮により、ふく共々処刑された。
名無し（ななし）
声 - 銀河万丈、不明（虚無）
第6作の1話から49話まで黒幕として登場。通称の通り名前は無く、常に老人の様な仮面をかぶって素顔を窺う事も出来ず、能楽（謡）のような台詞回しで不気味な雰囲気を漂わす。通常は黒い鍔広帽とローブを身にまとった黒ずくめ形態だが、姿を人間や妖怪など自在に変えることが出来る。妖怪世界でもまるで知られていないため、文献等に記録もされておらず、妖怪について博識な目玉おやじも対面するまで存在を全く知らなかった。
犬山まなを「空ろな器」として自身の目的のために執拗につけ狙い、この世の憎悪を巧みに利用して妖怪の関わる事件を起こしていく事で、鬼太郎たちとも対立していく。まなを自身に吸収して巨大な胎児型の怪物・「虚無」に変貌。
正体は、大昔にまなの先祖の親族だった人間の女性・ふくと鬼の男性が結ばれるという禁忌を犯したことにより処刑され、生まれる前にこの世を去ってしまった半妖怪の赤ん坊の魂が実体化した姿で、「名無し」という呼び名も名付けられぬままこの世を去ったことの所以である。
以上のキャラクターの詳細についてはゲゲゲの鬼太郎の登場キャラクター#アニメ第6作初出を参照。